# 南関東4競馬場・公営競馬情報
南関東4競馬場・公営競馬情報（みなみかんとうよんけいばじょうこうえいけいばじょうほう）は、アール・エフ・ラジオ日本で毎日17時20分頃から放送されていた、公営競技情報番組。

## 概要
旧称は『公営競馬速報』。レース展望中心の番組内容で、放送枠は基本的に5分間だが、当日の原稿量に合わせて若干伸縮する。2008年3月末を以って放送終了した。

## 担当者
- 石川恭成（元ケイシュウNEWS公営版編集長）